# Carles Coloma i Saa
Carles Coloma i Saa   (Alacant, 1567 - Madrid, 23 de novembre de 1637), cavaller de Sant Jaume, 1r marquès d'Espinar, fou un militar, diplomàtic i autor valencià al servei de la monarquia dels Àustries hispànics. També és conegut com a traductor de Tàcit.

## Biografia
Coloma va néixer dins la important Casa Coloma. Va ser el quart de 14 fills del tercer matrimoni de don Joan de Coloma i Cardona, primer comte d'Elda. El seus germans grans, Ildefons Coloma i Antoni Coloma i Saa, van ser bisbe de Barcelona i militar, respectivament. Es va casar amb una noble flamenca, Margarita de Gavere-Liedekercke, noble canongessa de la col·legiata de Santa Waltrude. Marguerite era filla d'Anthony I van Liederkerke i Louise de la Barre. Van tenir 4 fills i 6 fillesː
- Antoni de Coloma
- Carles IV Ignati de Coloma
- Antoni de Coloma
- Maria de Coloma, esposa de Nicolas de Velasco.
- Jeronima de Coloma
- Juana de Coloma
- Margarita de Coloma
- Isabella de Coloma
- Blanca de Coloma
- Luisa de Coloma

## Carrera
El seu pare també era militar i escriptor. Coloma es va unir a l'exèrcit com a ensenya el 1581 i va fer campanya a Portugal, Sicília, Holanda i Alemanya, fins a arribar al grau de mestre de camp general. Va tenir un paper important en el setge de Doullens (1595). Després d'exercir com a governador de Catalunya del Nord (1600–1611) i virrei de Mallorca (1611–1617), esdevingué governador de Cambrai el 1617. El 1621 va prendre el relleu de Spinola com a comandant en cap de la invasió espanyola de l'Electorat del Palatinat. L'any següent va succeir al comte de Gondomar com a ambaixador espanyol a Anglaterra. Cridat quan va esclatar la guerra entre Anglaterra i Espanya el 1624, va participar en el setge de Breda de Spinola (agost de 1624 - juny de 1625) i suposadament apareix retratat al quadre La rendició de Breda de Velázquez. Després d'un mandat com a comandant a Milà, Coloma va tornar a Londres l'any 1630 per restablir la pau entre les dues corones. Des de 1631 fins al seu retorn a Espanya el 1634, va actuar com a comandant en cap de l'Exèrcit de Flandes. Durant els seus últims anys va servir al rei Felip IV com a majordom-alcalde i membre del Consell d'Estat.
Coloma va rebre l'hàbit de l'orde de Sant Jaume el 1591 i va rebre la comandament de Montiel i La Ossa el 1621. El 16 de setembre de 1627, Felip IV el va nomenar marquès d'Espinar.

## Obres
- Carlos Coloma, De las guerras de los Estados Baxos, desde el ano de MDLXXXVIII. hasta al de MDXC. IX (Cambrai, Jean de la Rivière, 1622). Altres edicions: Anvers 1624 i 1635 i Barcelona 1627. Recentment, l'abril de 2010, Antonio Cortijo Ocana ( http://www.gbv.de/dms/sub-hamburg/334516609.pdf), ha coordinat una nova edició i estudi, basat en l'edició de 1625 feta a Anvers, ara Bèlgica, per al Ministeri de Defensa espanyol, ISBN, 978-84-9781-551-3, 766 pàgines.
- Tàcitus, Obras de Cajo Cornelio Tacito, Carlos Coloma trad. (Douai, Wyon, 1629).[2]